# Acronicta grisea
Acronicta grisea là một loài bướm đêm thuộc họ Noctuidae. Nó được tìm thấy ở ven biển Đại Tây Dương tới Thái Bình Dương ở miền nam Canada và bắc Hoa Kỳ.
Sải cánh dài 30–40 mm. Con trưởng thành bay vào giữa hè.
Ấu trùng ăn cây tổng quán sủi, cây táo, cây cáng lò (hay cây bulô), cây đu, cây bạch dương và cây liễu.

## Hình ảnh

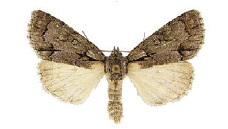
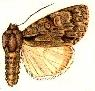

## Phụ loài
- Acronicta grisea grisea
- Acronicta grisea revellata